# Elsa Rendschmidt
Elsa Rendschmidt (11 gennaio 1886 – 9 ottobre 1969) è stata una pattinatrice artistica su ghiaccio tedesca.
È stata la prima donna tedesca a vincere una medaglia olimpica, nel 1908.

## Palmarès
| Evento              | 1906 | 1907 | 1908 | 1909 | 1910 | 1911 |
| ------------------- | ---- | ---- | ---- | ---- | ---- | ---- |
| Giochi olimpici     |      |      | 2°   |      |      |      |
| Campionati mondiali | 4°   | 4°   | 2°   |      | 2°   |      |
| Campionati tedeschi |      |      |      |      |      | 1°   |